# Playa del Alacrán
La playa del Alacrán es una playa del océano Pacífico ubicada en la Región de Arica y Parinacota, Chile.
Se encuentra en torno a la península del Alacrán, al sur del espacio urbano de Arica. Aquí, las olas son conocidas como "perfectas", que se dan al costado sur de la península, que se desarrollan muy consistente entre el amanecer y el mediodía, ya que las olas alcanzan los 4 m de altura. Surgen también olas conocidas como el "toro viejo" y "la isla". La primera, de enormes proporciones, alcanza los 4 m de altura. La segunda, fluctúa entre uno a dos metros y medio. Es una de las playas favoritas para la práctica de bodyboard y surf. Se accede a esta por la avenida Comandante San Martín.
- Datos: Q9060800